# رایان کانر
رایان کانر (انگلیسی: Ryan Conner؛ زادهٔ ۱۲ فوریهٔ ۱۹۷۱) بازیگر پورنوگرافی، خواننده و ترانه‌سرای اهل ایالات متحده آمریکا است. کانر دختری به نام دیلن فینیکس (به انگلیسی: Dylan Phoenix) دارد که او نیز هنرپیشه پورنوگرافی است.